# ارغوان رضائي
ارغوان رضائي (بالفرنسية: Aravane Rezaï )‏ مواليد 14 مارس 1987 في سانت إتيان، فرنسا، هي لاعبة كرة مضرب فرنسية من أصول إيرانية تلعب باليد اليمنى بدأت مسيرتها كمحترفة عام 2005. وأعلى تصنيف لها كان 15 ووصلت إليه في (11 أكتوبر 2010) في تصنيف رابطة محترفات كرة المضرب.

## روابط خارجية
- ارغوان رضائي على موقع رابطة محترفات التنس (الإنجليزية)
- ارغوان رضائي على موقع الاتحاد الدولي لكرة المضرب (الإنجليزية)
- ارغوان رضائي على موقع كأس بيلي جين كينغ (الإنجليزية)
- ارغوان رضائي على موقع خلاصة التنس.كوم (الإنجليزية)